# SAH Leduc
SAH Leduc (Société d'Applications Hydrauliques Leduc) est une entreprise française spécialisée dans la fabrication et la réparation de vérins hydrauliques. Elle est située à Ligné, proche de Nantes. Créée en 1945, l'entreprise a un chiffre d'affaires de 63,7 millions d'euros en 2007-2008 et fabrique 340 000 vérins par an, ce qui la positionne comme le leader de la conception et la fabrication des vérins hydrauliques en France.

## Activités
L'entreprise dispose d'un bureau d'études de 18 ingénieurs et fabrique des vérins sur mesure.
Elle dispose également une activité indépendante de réparation de vérins.